# Rencontre à Hampstead Park
Pour les articles homonymes, voir Hampstead.
Pour plus de détails, voir Fiche technique et Distribution.
Rencontre à Hampstead Park (Hampstead) est un film britannique réalisé par Joel Hopkins en 2017. Cette coproduction britannique et belge est sortie le 23 juin 2017 au Royaume-Uni et le 13 septembre 2017 en Belgique. Le film n'a pas été distribué en France et au Québec.

## Synopsis
Emily Walters est une femme américaine vivant en Angleterre. Sa vie est compliquée depuis la mort de son mari Charles. Cependant, elle fait un jour la rencontre d'un mystérieux homme dans le parc londonien d'Hampstead Heath. Donald Horner habite dans une cabane au milieu de la nature et revendique son droit à la propriété face à la justice anglaise. Une histoire d'amour naît progressivement entre lui et Emily. Elle va alors tout faire pour empêcher l'expulsion de Donald. Le film s'inspire de la vie du squatteur anglais Harry Hallowes.

## Fiche technique
- Titre original : Hampstead
- Réalisation : Joel Hopkins
- Scénario : Robert Festinger
- Direction artistique : James Wakefield
- Décors : Clare Andrade
- Costumes : Liza Bracey
- Photographie : Felix Wiedemann
- Montage : Robin Sales
- Musique : Stephen Warbeck
- Production : Robert Bernstein, Douglas Rae, Geneviève Lemal (coproductrice), Leon Clarance (producteur délégué), Mark Gooder (producteur délégué), Ian Hutchinson (producteur délégué), Jo Monk (producteur délégué), Philip Moross (producteur délégué à la musique), Alison Thompson (productrice déléguée), Laure Vaysse (productrice déléguée), Mark Woolley (producteur délégué), Kate Glover (productrice exécutive) et Alain-Gilles Viellevoye (financier)
- Sociétés de production : Ecosse Films, Motion Picture Capital et Scope Pictures (coproduction britannique et belge)
- Sociétés de distribution : GEM Entertainment (diffusion internationale), Entertainment One (sortie DVD au Royaume-Uni), Cinemien (Belgique)
- Pays d'origine :  Royaume-Uni
- Langue originale : anglais
- Format : couleur — Digital Cinema Package — 2,35:1 — son Dolby numérique
- Genre : Comédie romantique
- Durée : 102 minutes
- Dates de sortie : 
  - Royaume-Uni et Irlande : 23 juin 2017
  - Suisse : 28 juillet 2017
  - Belgique : 13 septembre 2017

## Distribution
- Diane Keaton : Emily Walters
- Brendan Gleeson : Donald Horner
- James Norton (VF : Christophe Hespel) : Philip
- Lesley Manville : Fiona
- Deborah Findlay : Mary Neal
- Hugh Skinner : Erik
- Simon Callow : le juge
- Phil Davis : Fyfe
- Jason Watkins : James Smythe
- Alistair Petrie : Steve Crowley
- Rosalind Ayres : Susan
- Brian Protheroe : Rory
- Will Smith : Leon Rowlands
- Alex Gaumond : Mark Kasdan
- Peter Singh : Xaviar
- Stavros Demetraki : David
- John Sackville : le ministre du Logement
- Andrew Steele	: un reporter
- Mark Underwood : un reporter
- Jon Wennington : un reporter
- Elizabeth Conboy : une femme chic
- Buppha Witt : une femme chic
- Ruth Shaw : un habitant d'Hampstead
- Begoña Fernández Martín : une femme à la vente aux enchères
- Marilyn May James : une femme à la vente aux enchères
- Josh Wichard	: un joueur de ukulélé à Hampstead
- Christina Frimpong : une cliente
- Baltazar Oliva : un professeur d'éducation physique et sportive / un manifestant
- Mohan Banerji	: un manifestant
- Harry Dave McLaren : un officier de police
- Gillian Ludden : l'amie de Fiona
- Jo Wheatley : un homme promenant son chien